# Первый конгресс арабских женщин
Первый конгресс арабских женщин (англ. First Arab Women's Congress) — конференция по правам женщин, состоявшаяся в Иерусалиме 26 октября 1929 года.
Иные названия — «Первый конгресс палестинских арабских женщин» (англ. First Palestine Arab Women's Congress) и «Конгресс палестинских арабских женщин» (англ. Palestinian Arab Women's Congress). Основной задачей конгресса было объединение арабских женщин, чтобы противодействовать насилию со стороны британской полиции в Палестине.

## Концепция
Первый конгресс арабских женщин был организован Исполнительным комитетом арабских женщин. Конгресс стал первым публичным мероприятием Исполнительного комитета. Задуманный как политический катализатор для движения за права женщин в Палестине, первый конгресс ознаменовал поворотный момент в обретении женским движением на Ближнем Востоке политической решимости. В событиях конгресса приняли участие 200 женщин Ближнего Востока.

## Требования
Первый конгресс арабских женщин установил, что у палестинских женщин есть ряд общих задач. Наиболее приоритетными были их несогласие с Декларацией Бальфура, стремление к противодействию сионистской иммиграции в Палестину, желание противодействовать насилию со стороны британской полиции.

## Итоги
Первый конгресс арабских женщин направил делегацию своих участников, чтобы изложить доминирующие проблемы во время конференции Верховному комиссару в Иерусалиме. Они направились на транспорте в его резиденцию. Конгресс был хорошо организован, пресса была предупреждена о его созыве и действиях. Организаторы сделали упор на мирные демонстрации и средства протеста. Среди методов активистов были сидячие забастовки и использование телеграфа для рассылки своих требований, а не на насилие.